# Liste der Monuments historiques in Mont-sur-Meurthe
Die Liste der Monuments historiques in Mont-sur-Meurthe führt die Monuments historiques in der französischen Gemeinde Mont-sur-Meurthe auf.

## Liste der Objekte
| Bezeichnung                 | Beschreibung | Standort                       | Kennzeichnung | Schutzstatus | Datum | Bild |
| --------------------------- | --- | ------------------------------ | ------------- | ------------ | ----- | ---- |
| Zwei Seitenaltäre           | mit einer Skulptur; Holz, 18. Jahrhundert                                                                                                 | in der Kirche St-Aignan (Lage) | PM54000486    | Classé       | 1976  |      |
| Pietà                       | Stein, farbig gefasst, Anfang des 16. Jahrhunderts                                                                                        | in der Kirche St-Aignan (Lage) | PM54000488    | Classé       | 1976  |      |
| Skulptur Heiliger Caesarius | Holz, 18. Jahrhundert | in der Kirche St-Aignan (Lage) | PM54001714    | Inscrit      | 1974  |      |
| Skulptur Heiliger Nikolaus  | Holz, 18. Jahrhundert | in der Kirche St-Aignan (Lage) | PM54000487    | Classé       | 1952  |      |
| Hauptaltar                  | Altartisch, Altaraufbau, Tabernakel, Retabel und Skulpturen; Eichenholz, farbig gefasst und vergoldet, um 1720, Jean Bailly zugeschrieben | in der Kirche St-Aignan (Lage) | PM54000489    | Classé       | 1975  |      |
| Kanzel                      | Holz, 18. Jahrhundert | in der Kirche St-Aignan (Lage) | PM54001715    | Inscrit      | 1996  |      |